# The Moonglows
The Moonglows waren eine Doo-Wop-Band der 1950er Jahre.
Die Band fand sich 1951 in Cleveland als The Crazy Sounds zusammen. Harvey Fuqua tat sich zunächst mit Danny Coggins und Prentiss Barnes zusammen, um mit ihnen ein Gesangs-Trio zu gründen, wenig später holte er auch Bobby Lester, mit dem er schon früher musikalisch zusammengearbeitet hatte, in die Band. Die vier Sänger traten zunächst nur in der Umgebung von Cleveland auf, bis 1952 Alan Freed auf sie aufmerksam wurde. Sie erhielten das Angebot, vorspielen zu dürfen, und bekamen schließlich einen Plattenvertrag bei Freeds eigenem Label Champagne Records. Von nun an nannten sie sich The Moonglows.
Mit der Bobby-Lester-Komposition I Just Can't Tell No Lie hatten sie schon bald einen lokalen Hit. Doch wenig später verließ Coggins die Band, um eine Gasstation zu leiten. Die Band fand Ersatz in Alex Walton und Alexander Graves. 1953 besorgte Freed den Moonglows einen Vertrag bei Chance Records, die mit den Flamingos und den Spaniels bereits zwei weitere Doo-Wop-Bands in ihrem Repertoire hatten. Doch da sich auch nach einem Jahr noch keine nennenswerten Erfolge zeigten, wurden sie schließlich vom Label gefeuert.
Im Oktober 1954 wechselten die Moonglows zu Chess Records, wo sie in ihrer ersten Session gleich 13 Songs aufnahmen. Einer von ihnen, die Fuqua-Komposition Sincerely, löste im Januar 1955 Earth Angel von den Penguins auf Platz 1 der R&B-Charts ab und kam im nächsten Jahr bis auf Platz 20 der Pop-Charts, in den frühen 1950ern ein höchst bemerkenswerter Erfolg für eine schwarze R&B-Band. Nur wenig später coverte die weiße Popband The McGuire Sisters diesen Song. Er kam in ihrer Version prompt auf Platz 1 der Pop-Charts und wurde zum Millionenseller. Für Chess Records sollte Sincerely in der Version der Moonglows einer der größten Erfolge für das Label überhaupt werden.
Anfang 1955 kam mit Gitarrist Billy Johnson ein neues Mitglied zu den Moonglows. Im Sommer des Jahres tourte die Band zusammen mit Muddy Waters, Sarah Vaughan und Nappy Brown. Allerdings schafften sie es in diesem Jahr nicht mehr, den Erfolg von Sincerely auch nur ansatzweise zu wiederholen. Most of All wurde eine Nummer 5 der R&B-Charts, Foolish Me, Starlite und In My Diary erzielten niedrigere Plätze. Doch 1956 wurde wieder ein erfolgreicheres Jahr für die Moonglows: Die Ballade We Go Together kam bis auf Platz 9 der R&B-Charts und auch in untere Regionen der Pop-Charts, See Saw hatte in den R&B-Charts den gleichen Erfolg wie We Go Together, kam in den Pop-Charts aber sogar bis auf Platz 25. Ende des Jahres war die Band neben Chuck Berry, den Flamingos, LaVern Baker, Frankie Lymon & the Teenagers und dem Johnny Burnette Trio in dem Rock-’n’-Roll-Film Rock, Rock, Rock zu sehen, und sie begann mit den Aufnahmen zu ihren Debütalbum, das nie fertiggestellt wurde. Anfang 1957 traten die Moonglows in einem weiteren Film (Mr. Rock and Roll) auf.
Noch während der Aufnahmen zu ihrem Debütalbum wechselte Lester, der zusammen mit Fuqua Leadsänger der Band gewesen war, nun in den Background-Chor. Please Send Me Someone to Love schaffte einen Platz 5 in den R&B- und einen Platz 73 in den Pop-Charts. Inzwischen kam es mehr und mehr zu Differenzen zwischen Lester und Fuqua. Es ist unklar, wie genau es schließlich zum Ende der Band kam. Anfang 1958 erschien die Single Ten Commandments of Love mit Fuqua als Sprecher, doch als Interpret waren auf dem Cover Harvey & the Moonglows angegeben. Auch ist es nicht klar, ob der Background-Chor tatsächlich aus den ehemaligen Moonglows bestand oder ob es sich um eine andere Band um die ehemaligen Marquees handelt mit Marvin Gaye als Leadsänger.
1958 verließ Harvey Fuqua die Band, um mit anderen Gruppen zusammenzuarbeiten, darunter den The Spinners sowie Marvin Gaye. Er wurde ein erfolgreicher Komponist und Plattenproduzent.
1995 erhielten sie den Pioneer Award der Rhythm and Blues Foundation und 1999 wurden sie in die Vocal Group Hall of Fame aufgenommen; im Jahre 2000 wurden die Moonglows dann in die Rock and Roll Hall of Fame aufgenommen.